# Chrysochou
Chrysochou (griechisch Χρυσοχού, türkisch Hirsofu oder Altıncık) ist eine Gemeinde im Bezirk Paphos in der Republik Zypern. Bei der Volkszählung im Jahr 2021 hatte sie 116 Einwohner.

## Name
Laut Jack Goodwin stammt der Name des Dorfes von seinem ersten Bewohner, der ein Goldschmied war. Außerdem wird der Name des Dorfes als das „goldene Land“ gedeutet. Zyperntürken nannten das Dorf 1958 alternativ Altıncık, was „kleines Gold“ bedeutet.

## Lage und Umgebung

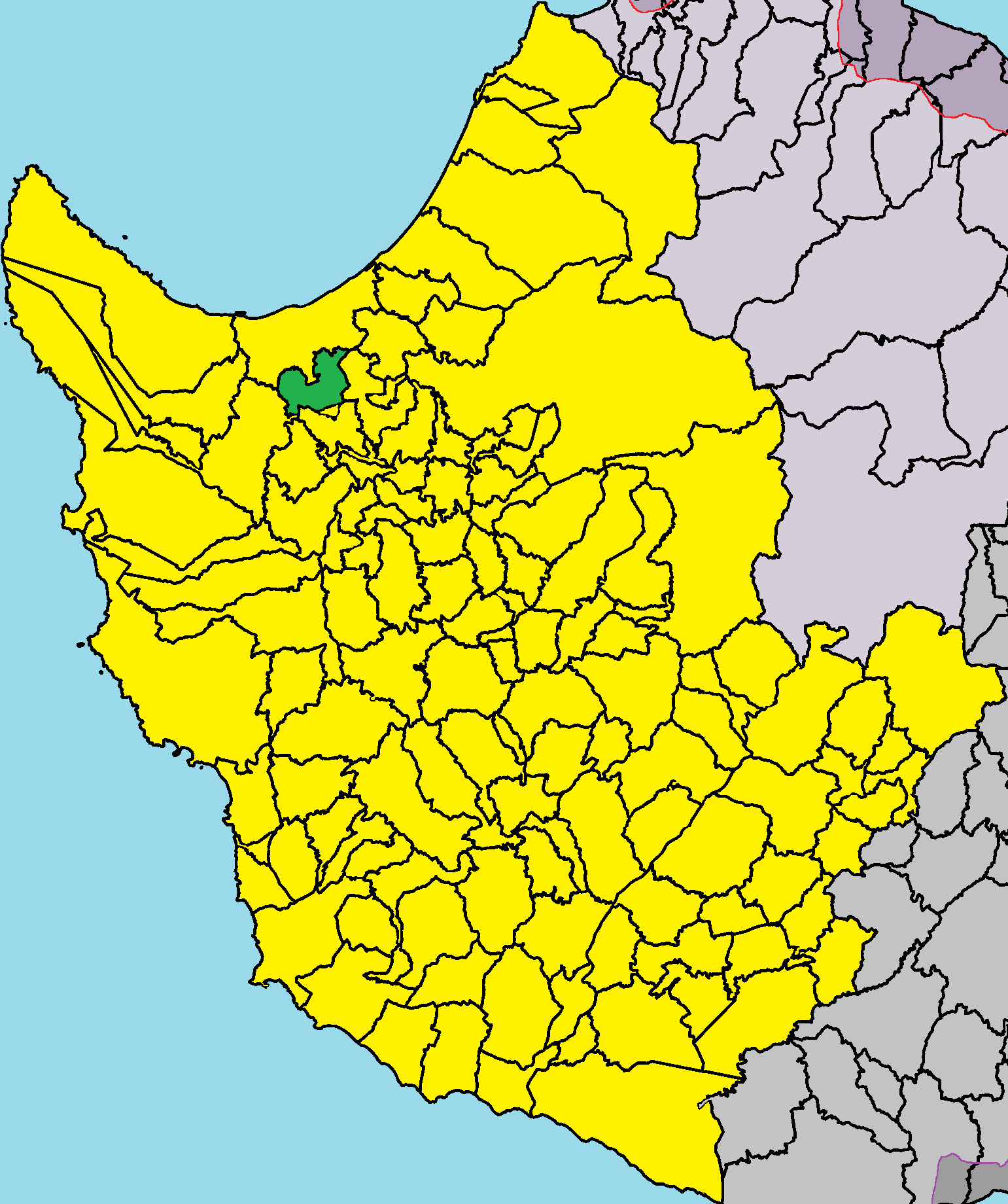
Lage im Bezirk Paphos

Chrysochou liegt im Westen der Mittelmeerinsel Zypern auf einer Höhe von etwa 30 Metern, etwa 25 Kilometer nördlich von Paphos. Das 6,36544 Quadratkilometer große Dorf grenzt im Norden an Polis Chrysochous, im Osten an Steni, im Süden an Karamoullides und Goudi und im Südwesten an Drousia. Das Dorf kann über die Straße B7 erreicht werden. Im Westen des Dorfes fließt der Fluss Chrysochous.

## Bevölkerungsentwicklung
Laut den in Zypern durchgeführten Volkszählungen schwankte die Bevölkerung des Dorfes.
Chrysochou war ein türkisch-zypriotisches Dorf aus der Zeit der türkischen Besetzung. Während den interkommunalen Unruhen von 1963 bis 1964 war Chrysochou ein Aufnahmezentrum für Zyperntürken aus den Dörfern Loukrounou, Lapta und Polis Chrysochous. Einige von ihnen blieben auch nach dem Ende der Unruhen in Chrysochou. Nach der türkischen Invasion von 1974 zogen alle Zyperntürken in den nördlichen Teil Zyperns. Die meisten ließen sich in Katokopia, Nikitas und Morfou nieder, einige auch in Masari und Famagusta. Griechisch-zypriotische Flüchtlinge aus Nordzypern ließen sich in Chrysochou nieder.
Die folgende Tabelle zeigt die Bevölkerung von Chrysochou, wie sie in den in Zypern durchgeführten Volkszählungen erfasst wurde.
| Jahr      | 1881 | 1891 | 1901 | 1911 | 1921 | 1931 | 1946 | 1960 | 1976 | 1982 | 1992 | 2001 | 2011 | 2021 |
| Einwohner | 275  | 287  | 243  | 243  | 245  | 258  | 334  | 308  | 113  | 100  | 106  | 52   | 132  | 116  |

## Sehenswürdigkeiten
- Moschee Chrysochou, im Kern ein älteres byzantinisches Kirchengebäude
- Wassermühle und Aquädukt[23]